# Navegantes
Navegantes è un comune del Brasile nello Stato di Santa Catarina, parte della mesoregione della Vale do Itajaí e della microregione di Itajaí.

## Infrastrutture e trasporti
A nord del centro sorge l'aeroporto Internazionale di Navegantes, uno dei principali punti d'accesso alla costa di Santa Catarina e alla città di Blumenau. È servito da voli nazionali ed internazionali